# Samastipur
Samastipur é uma cidade e sede de administração do distrito de Samastipur, no estado indiano de Bihar.